# ハワード・ストーム
ハワード・ストーム（英語: Howard Storm、1946年10月26日 - ）は、アメリカ合衆国の牧師、著述家、啓蒙家、芸術家。また、北ケンタッキー大学の元芸術学部長。かつて完全な物質主義者で無神論者であったが、1985年6月1日に臨死体験をしたことにより人生が180度変わり、牧師となる。
『臨死ーそして与えられた2度目の人生（My Descent Into Death）』の著者。書籍の中で、黄泉での体験、キリストとの遭遇、天国での人生の回顧、イエス・キリストや天使たちとの会話などの体験を記す。また、Trinity Broadcasting Network(TBN)、Joni Table Talk (Daystar)などでその臨死体験は広く知られている。
キリスト連合教会で仕えた後、現在は引退してケンタッキー州フォート・トーマス在住。

## 臨死体験
ストームは、臨死体験をして「天にいる聖なる者たち」に会った際に次のような質問をしたと述べている。
- 人間とはなにか
- 死んだらどうなるのか
- 天地万物はどこからきたのか
- 地球以外に生命はあるのか
- なぜ、世の中に戦争が起こるのか
- 第三次世界大戦は起こるのか
- なぜ、ホロコーストが起きたのか
- なぜ、神は酷いことが起きることを許されるのか
- 地球の未来の姿はどうなるのか
- 善良な人に悪いことが起きるのはどうしてか
- どの教派が一番良い教派なのか
- なぜ、神は存在を証明するために、超自然的なことをして見せないのか